# Järve (Kohtla-Järve)
Järve is een van de vijf stadsdistricten (Estisch: linnaosad) van Kohtla-Järve, een stad in het noordoosten van Estland, provincie Ida-Virumaa. De stad bestaat uit vijf stadsdelen die onderling niet verbonden zijn. Järve (op het kaartje aangegeven met 1) ligt het meest westelijk en is tevens het grootste stadsdeel (21,6 km²; Ahtme, het één na grootste stadsdeel, meet 10,5 km²). Järve heeft 15.877 inwoners (2023). 47,1% van de bevolking van de stad woont in Järve.

## Geschiedenis

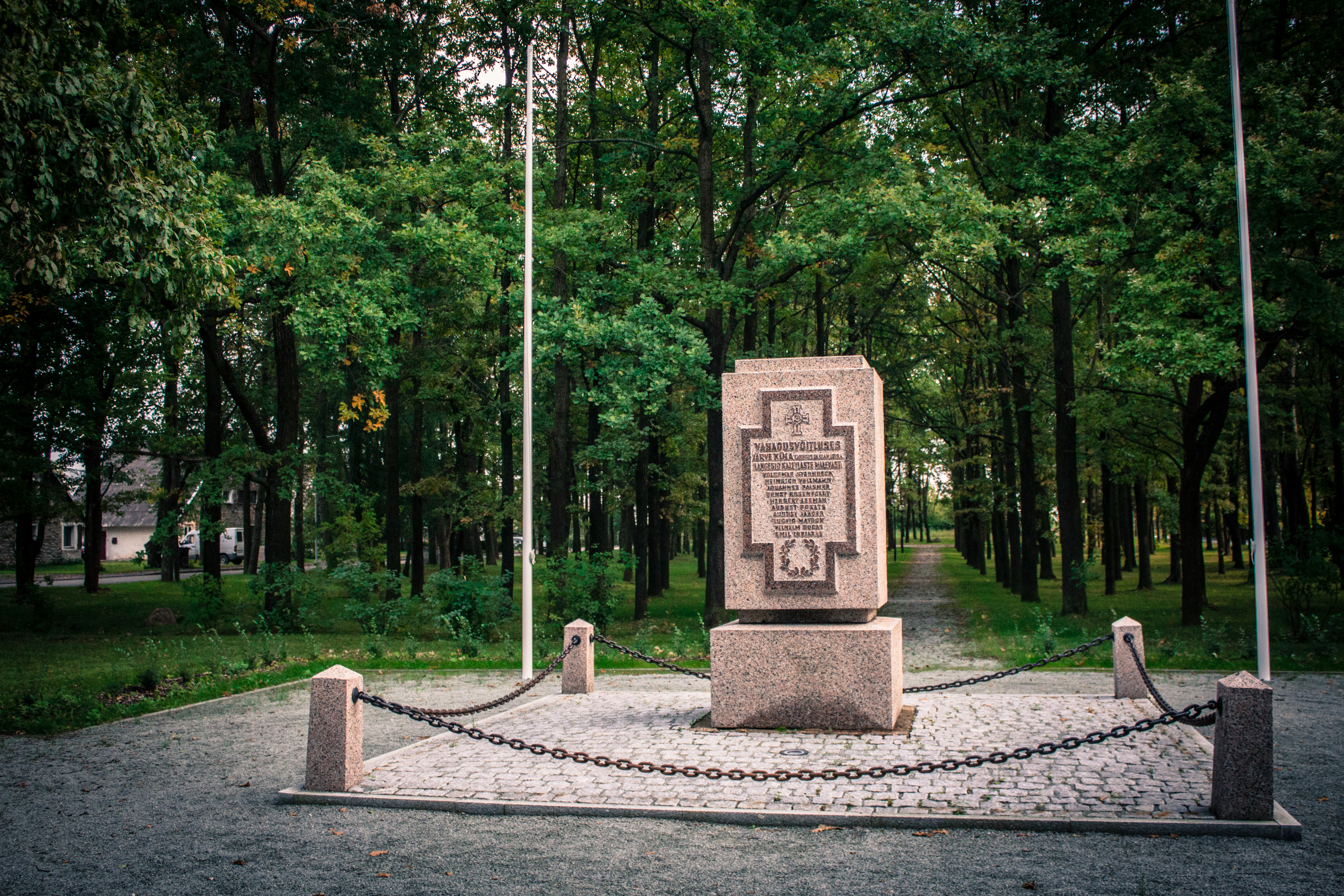
Monument voor de Estische Onafhankelijk-heidsoorlog in Järve

Järve is het oudste stadsdeel. De andere stadsdelen kwamen er later bij; Ahtme bijvoorbeeld in 1960. Järve ontstond in de vroege jaren twintig van de 20e eeuw als vestiging van arbeiders in de olieschalie-industrie op het grondgebied van het vroegere landgoed van Järve en voor een klein deel van dat van Kohtla. Järve en Kohtla liggen nu in de gemeente Toila. Het nieuwe dorp kreeg de naam Kohtla-Järve naar de twee voormalige landgoederen. Op 22 februari 1923 kreeg Kohtla-Järve een eigen postkantoor. In 1946 kreeg Kohtla-Järve de status van stad. Op dat moment bestond de stad uit het huidige stadsdeel Järve plus het huidige dorp Järve. Het dorp Järve werd in 1977 een apart dorp. Het naburige Kohtla-Nõmme werd in 1947 als vlek bij de stadsgemeente Kohtla-Järve gevoegd en in 1959 een onderdeel van het stadsdeel Järve. In 1990 werd Kohtla-Nõmme als ‘kleine stad’ (Estisch: alev) verzelfstandigd.
Järve bestaat uit drie delen: Vanalinn, de oude stad, Uuslinn, de nieuwe stad, en Käva, het zuidelijk deel, dat tot 1946 een afzonderlijk dorp was.

## Voorzieningen
Het stadhuis van Kohtla-Järve en het voetbalstadion Spordikeskuse staadion, waar Kohtla-Järve JK Järve speelt, liggen in het stadsdeel Järve.
Het cultureel centrum is een typisch voorbeeld van stalinistische architectuur. Het is gebouwd in 1953 en gerestaureerd in 2015.
De Russisch-orthodoxe Kerk van de Gedaanteverandering van Jezus (Estisch: Kohtla-Järve Issanda Muutmise kirik) is gebouwd in 1938 naar een ontwerp van de architect Anton Soans. De kerk, die aangesloten is bij de Estische Orthodoxe Kerk onder het patriarchaat Moskou, is een monument.
Het stadsdeel heeft een middelbare school, het Kohtla-Järve Gümnaasium, en een ziekenhuis, het Ida-Viru Keskhaigla.

## Foto's

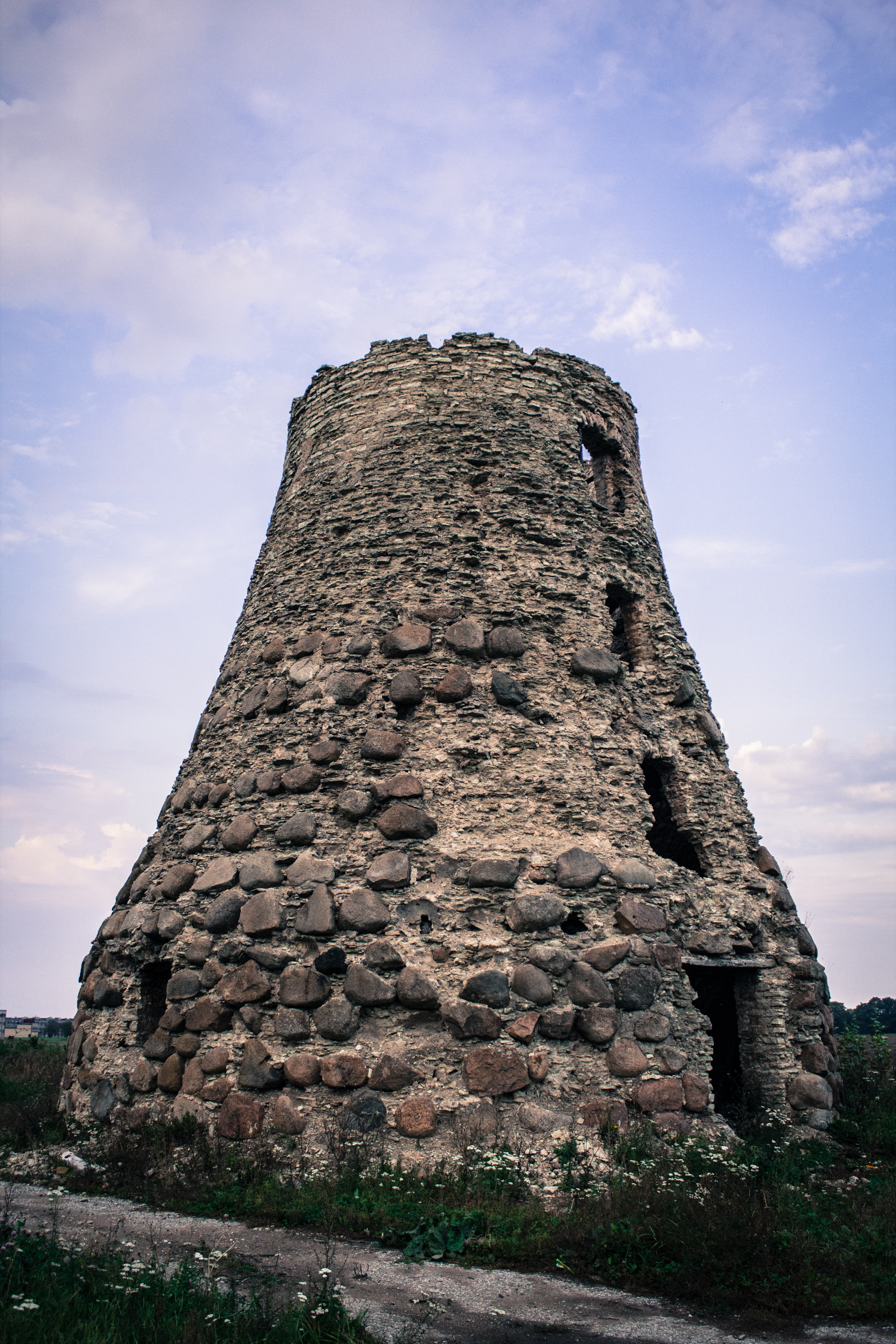
Restant van een 19e-eeuwse windmolen
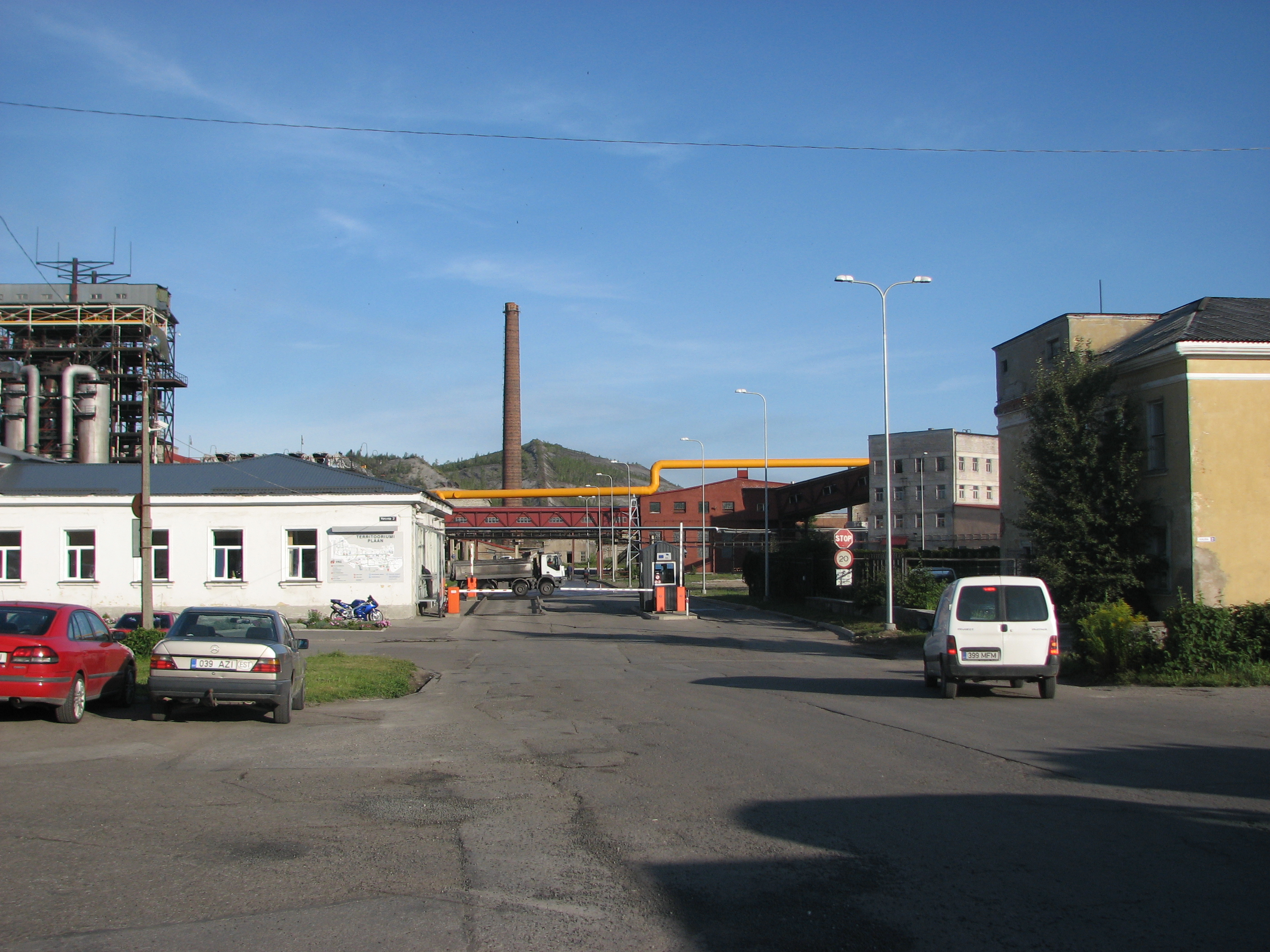
Industriegebied
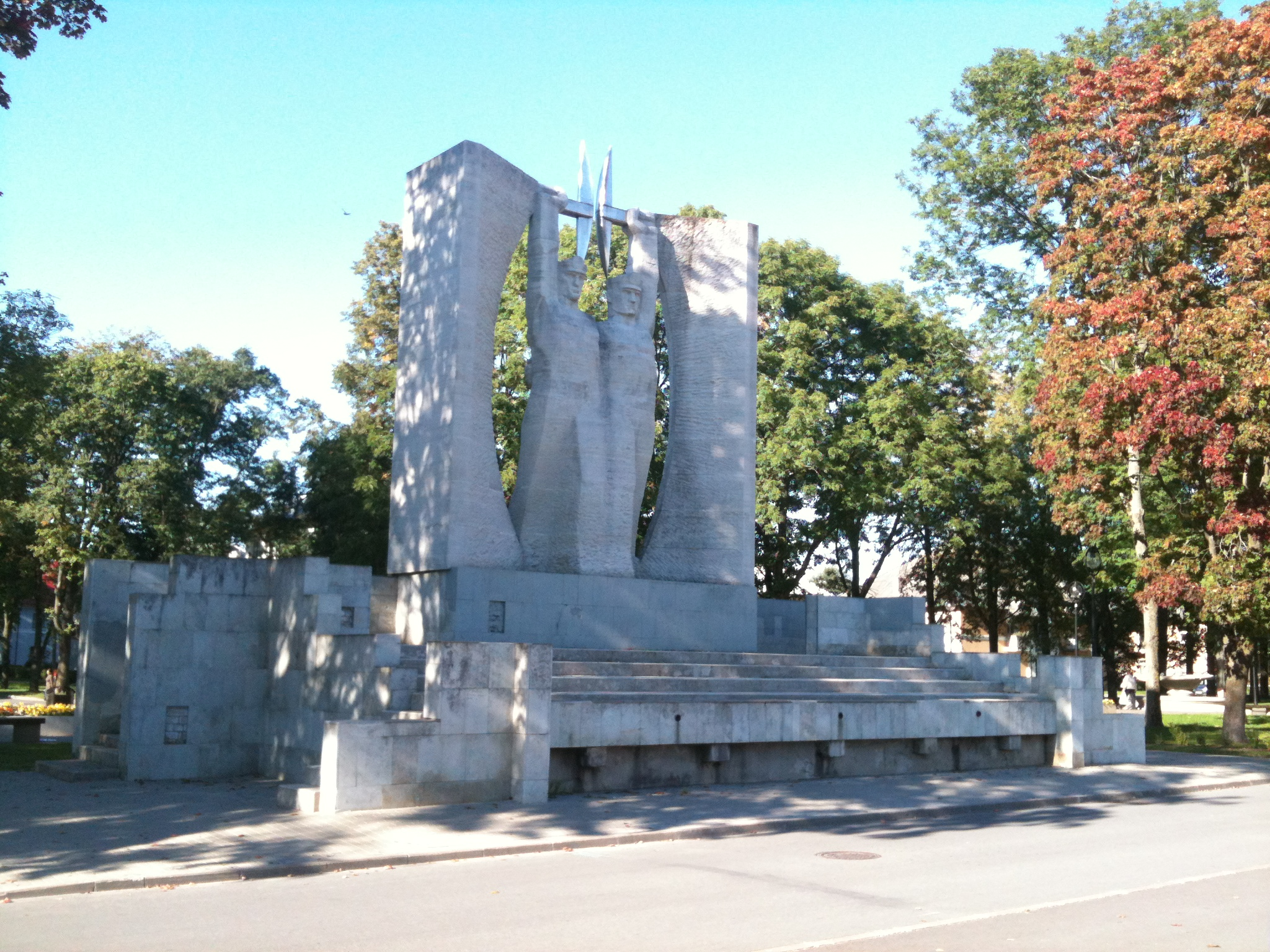
‘Leve de arbeid!’, monument voor de arbeiders in de olieschalie-industrie
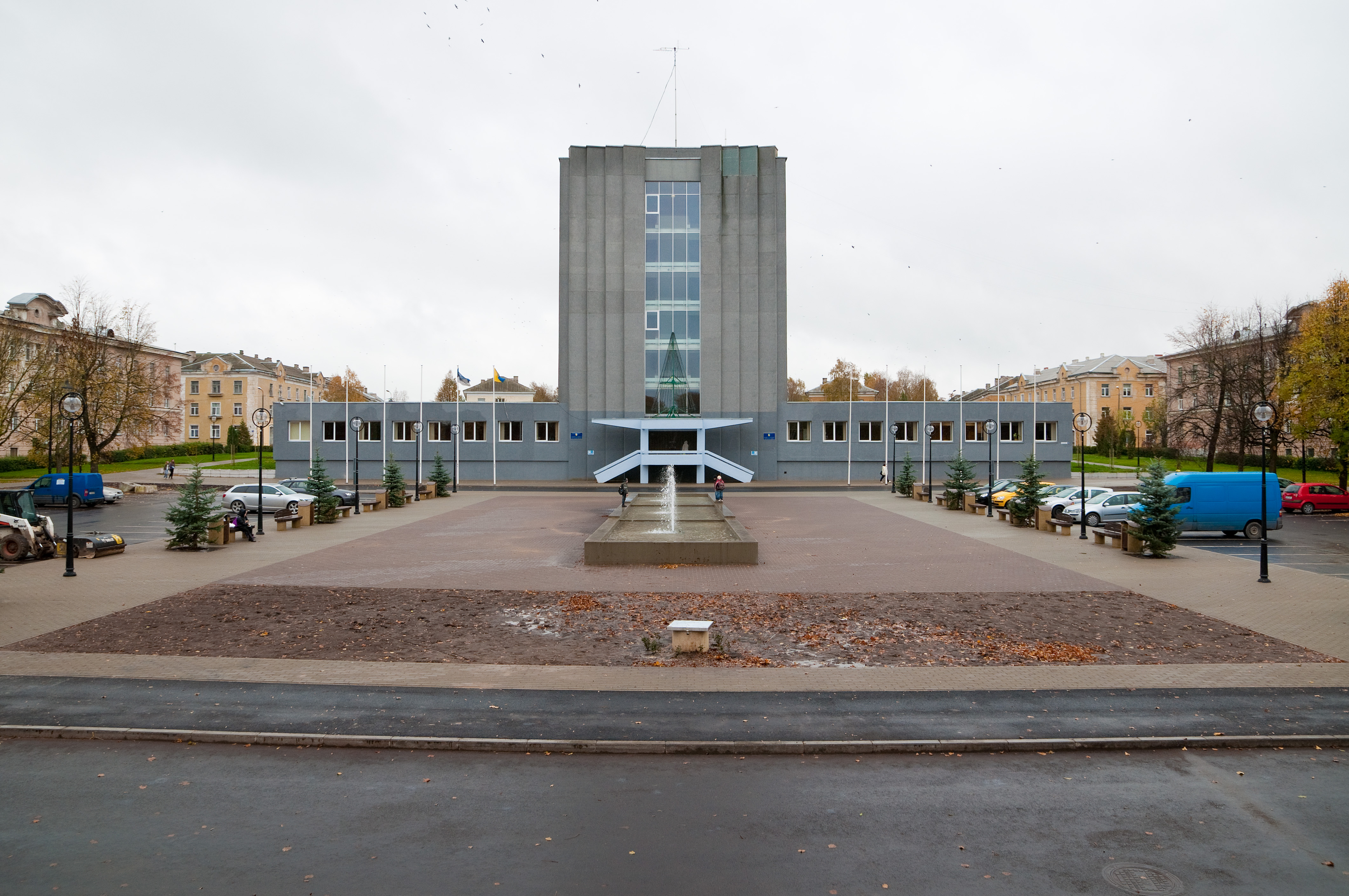
Stadhuis
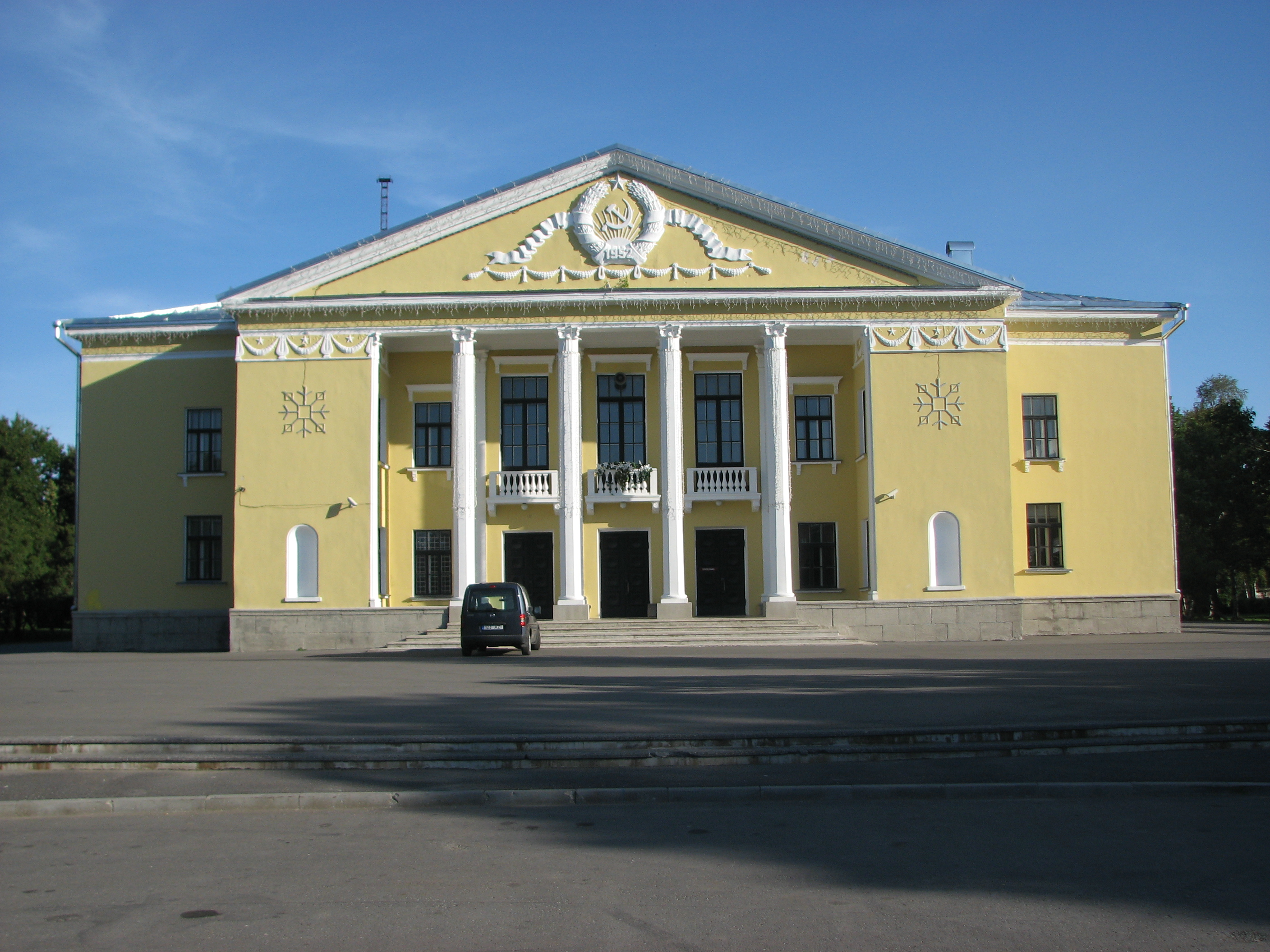
Cultureel centrum
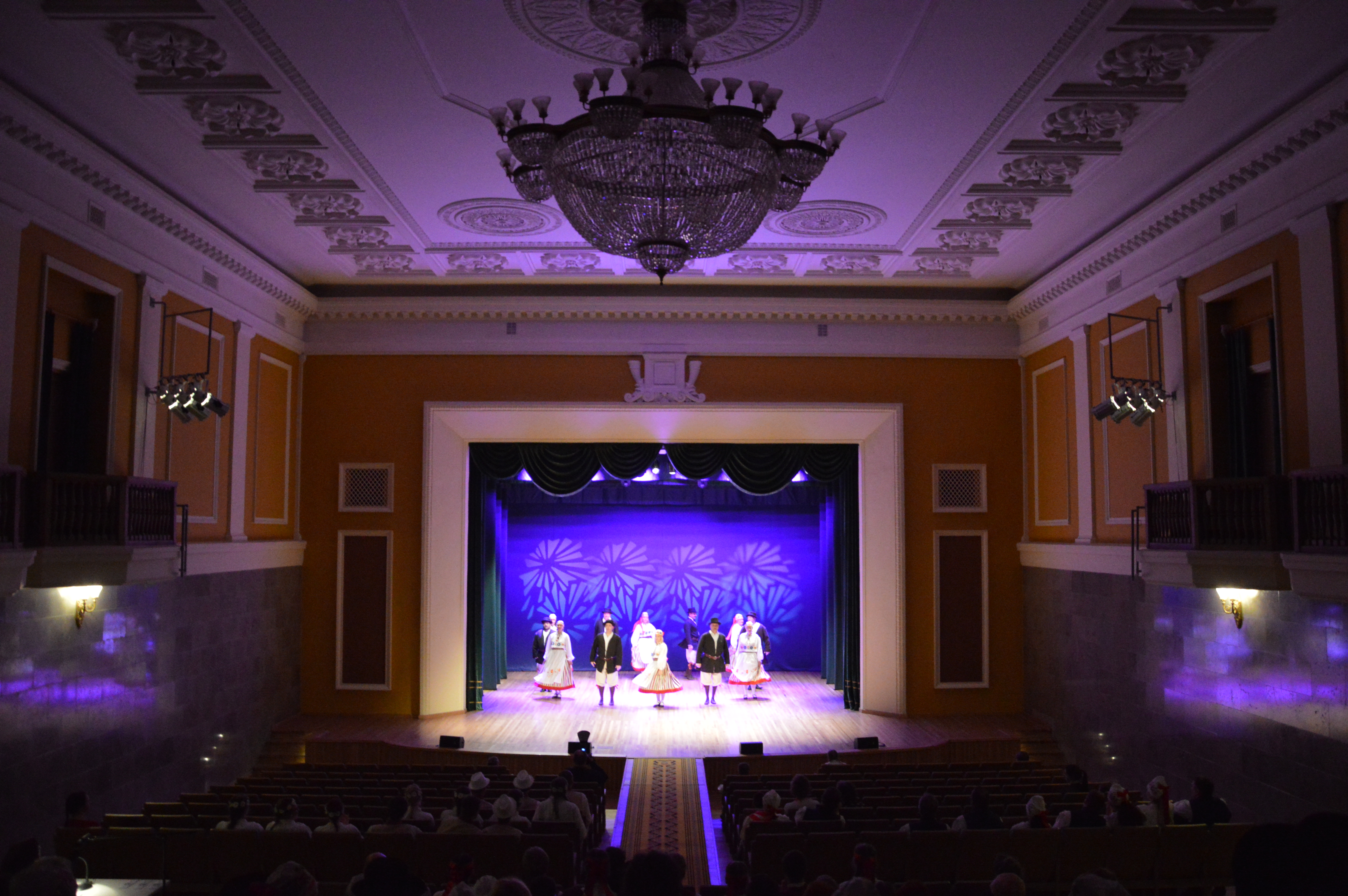
Een voorstelling in de concertzaal, 2016
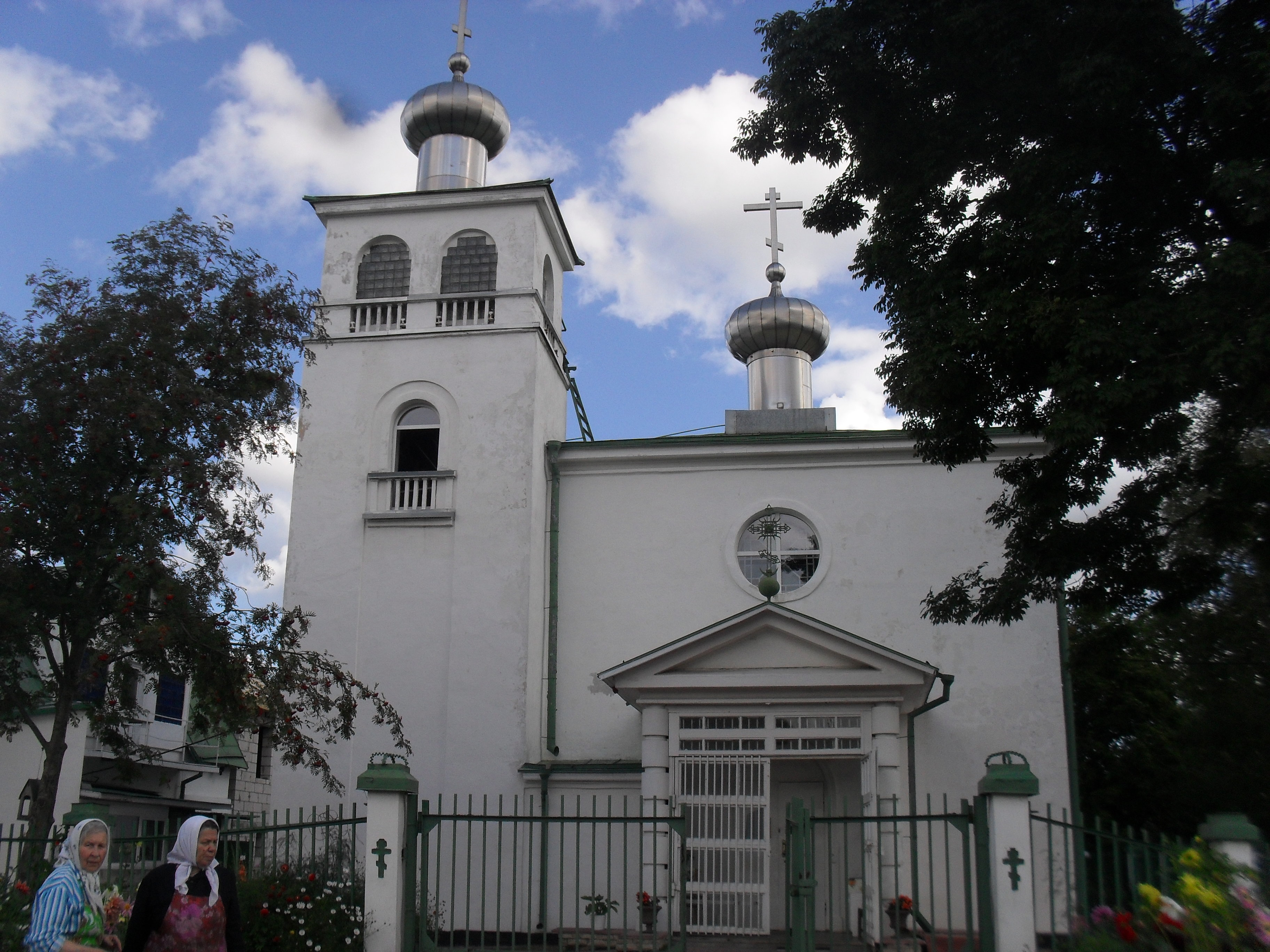
Orthodoxe kerk
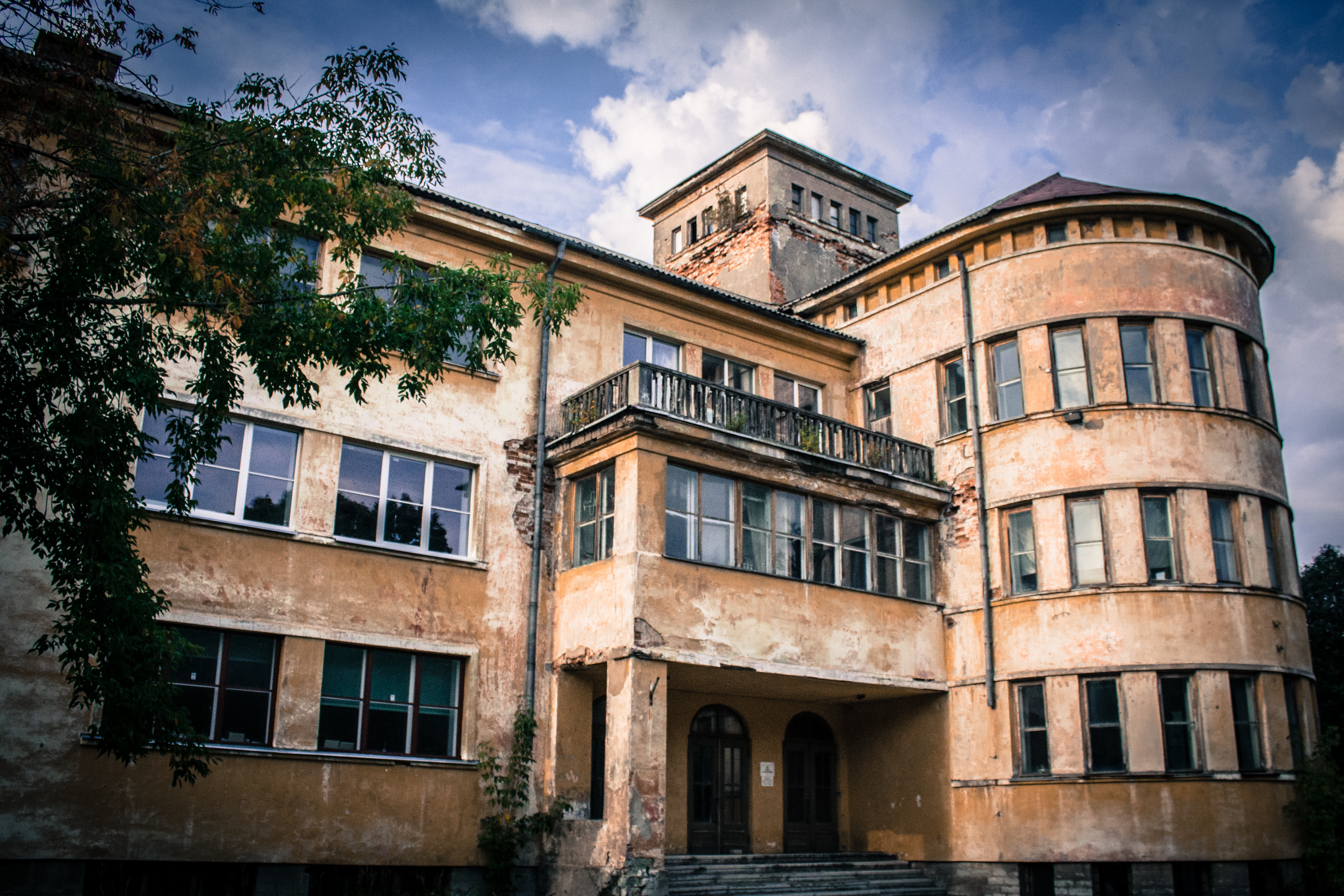
Verlaten schoolgebouw, gebouwd in 1938
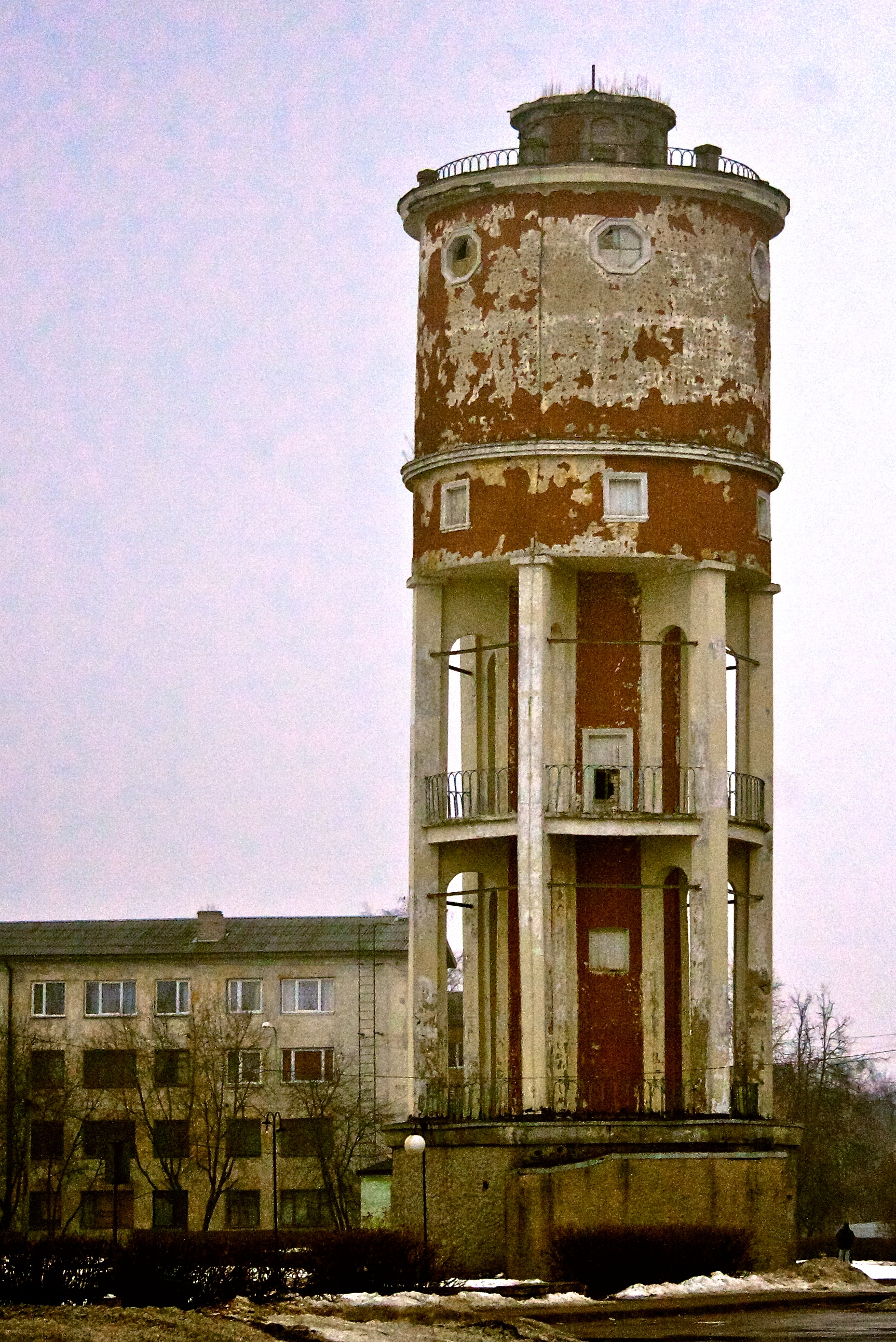
Watertoren